# British New Wave
British New Wave bezeichnet einen Filmstil, der hervorgegangen ist aus Filmen junger britischer Regisseure vom Ende der 1950er bis frühen Mitte der 1960er Jahre. Die Filme entstanden ungefähr zeitgleich mit dem Aufkommen der französischen Nouvelle Vague, und die britischen Filmkritiker benannten diese neuen englischen Filme analog mit der wörtlichen Übersetzung des Begriffs aus dem Französischen. Die Filme, Nachfolgeprodukte der unter dem Schlagwort Free Cinema bekannt gewordenen dokumentarischen Filmbewegung, sind beeinflusst durch die Bewegung junger Literaten, die sich Angry Young Men nannten, und so kam es wie zwangsläufig auch zu einigen Literaturverfilmungen von Werken dieser Autoren.
Thema der Filme ist vor allem das Leben der Arbeiterklasse in Nordengland. Die Filme sind meist in Schwarz-Weiß gedreht und bemühen sich um einen fast dokumentarischen Realismus, den man auch Kitchen sink realism nannte. Die Autoren und Filmemacher gaben zum ersten Mal in der britischen Kulturgeschichte den kleinen Leuten eine Stimme und erzählten alltägliche Dramen. Die Ära dauerte bis ungefähr 1964/1965, als leichte Komödien und Actionfilme wie die James-Bond-Filme das britische Kino zu beherrschen begannen.

## Wichtige Regisseure des New Wave
- Lindsay Anderson
- Jack Cardiff
- Jack Clayton
- Richard Lester
- Karel Reisz
- Tony Richardson
- John Schlesinger

## Wichtige Schauspieler des New Wave
- Alan Bates
- Dirk Bogarde
- Julie Christie
- Tom Courtenay
- Albert Finney
- Richard Harris
- Laurence Harvey
- Rita Tushingham

## Wichtige Filme des New Wave
- Blick zurück im Zorn (1958)
- Der Weg nach oben (1959)
- Der Komödiant (1960)
- Samstagnacht bis Sonntagmorgen (1960)
- Söhne und Liebhaber (1960)
- Bitterer Honig (1961)
- Nur ein Hauch Glückseligkeit (1962)
- Die Einsamkeit des Langstreckenläufers (1962)
- Geliebter Spinner (1963)
- Lockender Lorbeer (1963)
- Tom Jones – Zwischen Bett und Galgen (1963)
- Yeah! Yeah! Yeah! (1964)
- Der gewisse Kniff (1965)
- Darling (1965)